# Stephan James
Stephan James   (Toronto, 16 de desembre de 1993) és un actor canadenc.

## Biografia
L'any 2013, James ha fet el paper de John Lewis al film Selma nominat als Oscars en la categoria de millor pel·lícula.
Stephan ha estat elegit Estrella ascendent de l'any 2015 al Festival Internacional de Cinema de Toronto 2015.
L'any 2016, és l'actor principal del film L'heroi de Berlín on fa el paper de l'esprintador estatunidenc 4 vegades campió olímpic Jesse Owens en els Jocs Olímpics de 1936 a Berlín.

## Filmografia
- 2010: My Babysitter's a vampire (telefilm) de Bruce McDonald: Jock
- 2011: My Babysitter's a vampire (sèrie de televisió) - 1 episodi: Jock
- 2010-2011: How to Be Indie (sèrie de televisió) - 3 episodis: Wilfred
- 2010-2012: Degrassi (sèrie de televisió) - 8 episodis: Julian Williams
- 2011: Cluedo (sèrie de televisió) - 5 episodis: Dmitri
- 2011: 12 Dates of Christmas (telefilm) de James Hayman: Michael
- 2012: The Listener (sèrie de televisió) - 1 episodi: Ibrahim Ayim
- 2012: Home Again: Everton St.Clair
- 2012: The L.A. Complex (sèrie de televisió) - 5 episodis: Infinite Jest
- 2013: Cracked (sèrie de televisió) - 1 episodi: Ben Omari
- 2014: The Gabby Douglas Story (telefilm): John Douglage, 16 a 18 anys
- 2014: Perfect Sisters de Stanley M. Brooks: Donny
- 2014: Apple Mortgage Cake (telefilm) de Michael Scott: William
- 2014: The Dependables de Sidney J. Furie: Shane Jones
- 2014: When the Game Stands Tall de Thomas Carter: Terrance G. "T.K." Kelly
- 2014: Selma d'Ava DuVernay: John Lewis
- 2015: The Book of Negroes (mini-sèrie de televisió): Cummings Shakspear
- 2015: Lost After Dark de Ian Kessner: Wesley
- 2015: Across the Line de Director X.: Mattie Slaughter
- 2016: L'heroi de Berlín (Race) de Stephen Hopkins: Jesse Owens
- 2018: Homecoming: Walter Cruz
- 2018: El blues de Beale Street de Barry Jenkins: Alonzo "Fonny" Hunt